# Ulrika von Fersen
Pour les articles homonymes, voir Fersen.
Ulrika Eleonora von Fersen (1749-1810) est une aristocrate suédoise qui fut dame d'honneur de la reine de Suède Sophie Madeleine de Danemark. Elle était une figure de la mode suédoise. Elle était l'une des personnalités les plus connues de l'ère gustavienne.

## Biographie
Fille du comte Carl Reinhold von Fersen et de son épouse, née Charlotta Sparre, elle épousa en 1770 le baron Nils von Höpken. C'était la cousine de Sophie von Fersen et du comte de Fersen, célèbre pour son amitié avec Marie-Antoinette. Connue comme faisant partie des Trois Grâces de la cour, elle fut une personnalité de premier plan de la société mondaine de son époque. 
La baronne von Höpken a servi de modèle à la Vénus nue sculptée par Johan Tobias Sergel, Vénus aux belles fesses (1779) : le roi Gustave III désirait avoir une statue de Vénus en face de celle d'Apollon dans son salon, et « comme un compliment à notre dame d'honneur », cette statue de Vénus a été sculptée d'après Ulla von Höpken. Cette statue a ensuite été placée au Nationalmuseum. La baronne von Höpken, née comtesse de Fersen, est également le sujet du roman d'Ole Söderström Venus i rokoko; en roman om Ulla von Fersen (Venus rococo, roman d'Ulla von Fersen) (1960). On a aussi pu suggérer qu'elle avait été un des modèles du personnage de Ulla Winblad, personnage de l'œuvre de Carl Michael Bellman, dans sa version « aristocratique ».